# Chastel-sur-Murat
Chastel-sur-Murat korábbi község (település) Franciaországban, Cantal megyében. 2017. január 1-jén egyesült a korábbi Murat községgel és az azonos néven létrejött Murat új község része lett.
Lakosainak száma 110 fő (2018. január 1.). Chastel-sur-Murat Dienne, Laveissière, Murat, Virargues és Neussargues en Pinatelle községekkel határos.

## Népesség
A település népességének változása:
| Lakosok száma | 154  | 126  | 106  | 100  | 96   | 133  | 122  | 118  | 113  | 110  |
|               | 1968 | 1975 | 1982 | 1990 | 1999 | 2011 | 2013 | 2015 | 2017 | 2018 |